# Sentinelle (Marvel Comics)
Le Sentinelle (Sentinels) sono dei personaggi dei fumetti creati da Stan Lee (testi), Jack Kirby (testi e disegni) e Werner Roth (disegni), pubblicati dalla Marvel Comics. La loro prima apparizione è stata in X-Men (prima serie) n. 14 (novembre 1965).
Sono dei robot giganteschi costruiti unicamente per combattere e annientare i mutanti.

## Storia
Le Sentinelle sono dei robot appositamente progettati per cacciare i mutanti. Vengono costruiti per la prima volta dall'antropologo Bolivar Trask in risposta all'ipotetica minaccia mutante. Sono presentati per la prima volta durante un dibattito scientifico e, poco dopo, si scontrano contro gli X-Men. I supereroi mutanti vengono sonoramente sconfitti e fatti prigionieri dai robot. Il leader dell'esercito robot, Master Mold, resosi conto dell'alto numero di mutanti presenti sulla faccia della Terra decide che l'unico modo per proteggere l'umanità dai mutanti è sottometterla. Questo atteggiamento estremista provoca una crisi di coscienza in Bolivar Trask che, pur di impedire la realizzazione del piano di Master Mold distrugge il covo segreto delle Sentinelle dove lui stesso si trova sacrificando così la sua vita.
Successivamente le Sentinelle vengono ricostruite da Larry Trask, il figlio dell'antropologo. Da questo punto in avanti le Sentinelle acquisteranno l'aspetto definitivo: robot enormi con i caratteristici colori rossi e blu. La nuova generazione di Sentinelle riesce a catturare quasi tutti i mutanti della terra, ma qualcosa va storto quando i robot si accorgono che lo stesso Larry Trask è un mutante. La situazione appare disperata poiché le Sentinelle decidono di sterminare tutti i mutanti. Solo l'intervento provvidenziale di Ciclope riesce ad sventare la minaccia: egli infatti convince i robot che sono le radiazioni solari la causa di tutte le mutazioni, e quindi il Sole il responsabile della nascita dei mutanti. Con questo inganno convince le Sentinelle a viaggiare verso il Sole e il calore estremo dell'astro le distruggerà tutte.
In seguito a questi avvenimenti le Sentinelle vengono ricostruite da Steve Lang, uno scienziato in contatto col governo statunitense, con lo scopo di catturare gli X-Men e studiarne la fisiologia. Scoprendo la vera causa dei suoi studi (l'annientamento totale dei mutanti) il governo sospende il progetto, ma ormai Steve Lang ha già costruito un numero molto alto di robot. Egli ha progettato anche un particolare tipo di robot, le Sentinelle X capaci di riprodurre le fattezze e (in piccola parte) i poteri dei cinque X-Men originali. Tuttavia i piani di Lang vengono smantellati dagli X-Men che riescono a distruggere tutte le Sentinelle (fu in questa occasione che Jean Grey viene posseduta dall'entità Fenice).
Per lungo tempo non si sente più parlare delle Sentinelle sin quando lo stesso governo statunitense, sotto la spinta decisiva del Senatore Kelly, dà il via al Progetto Rinascita. Questo è un articolato piano che prevede lo studio e la lotta del genere mutante. Viene dato incarico a Sebastian Shaw di costruire nuove Sentinelle, senza sapere che lo stesso Shaw è un mutante, leader del famigerato Club Infernale.
Da questo punto in avanti le Sentinelle smettono di essere degli strumenti del malvagio di turno e diventano dei veri e propri agenti del governo utilizzate poi in moltissime occasioni. Tra le imprese di questi nuovi robot ricordiamo le battaglie non solo contro gli X-Men, ma anche contro i Vendicatori, Magneto e i Nuovi Mutanti. Probabilmente l'azione più clamorosa delle Sentinelle è stato l'attacco contro l'isola di Genosha dove morirono circa sedici milioni di mutanti.

## Poteri e abilità
Le Sentinelle sono robot dotati di forza, resistenza, velocità e (in alcuni casi) agilità straordinaria. Hanno inoltre la capacità di volare e di emettere raggi di vario tipo. Infatti col tempo vengono creati sempre nuovi tipi di Sentinelle con la caratteristica di emettere laser capaci di stordire, congelare, bruciare o addormentare. Sono dotate anche di intelligenza artificiale, sebbene abbiano un modo di ragionare molto diverso da quello umano (ne è prova lo stratagemma col quale Ciclope riesce a distruggerle). Hanno tutte in dotazione uno speciale radar che consente (in maniera simile a Cerebro, il dispositivo del Professor X) di localizzare ed individuare i mutanti anche a lunghissima distanza. Caratteristica tipica delle Sentinelle, infine, è quella di saper analizzare sul momento il nemico mutante affrontato e riuscire perciò ad elaborare tattiche d'attacco specifiche.

## Generazioni di Sentinelle
Esistono sette generazioni di Sentinelle di tipo classico.

### Mark I
Sono quelle create da Bolivar Trask; hanno resistenza, velocità, forza e agilità straordinarie, possono emettere dei raggi laser e delle fiamme, hanno la capacità di volare. Queste sentinelle non parlano (a parte Master Mold) e hanno l'altezza di un essere umano alto. Vengono distrutte dallo stesso Bolivar Trask, che sacrifica la sua vita.

### Mark II
Vengono costruite da Larry Trask; oltre ai poteri della generazione Mark I acquisiscono una statura mastodontica, una rudimentale intelligenza artificiale e soprattutto la capacità di adattarsi ai poteri del mutante da catturare. Sono probabilmente la versione più potente e riuscita delle Sentinelle e vengono sconfitte da Ciclope soltanto con l'astuzia.

### Mark III
Realizzate da Steve Lang, oltre ai poteri delle versioni precedenti, assumono la capacità di emettere gas soporifero. Sono però di qualità scadente e vengono distrutte dagli X-Men.

### Sentinelle X
Sono le Sentinelle che replicano le fattezze e i poteri degli X-Men originali. Wolverine è il primo ad accorgersi dell'inganno e le distrugge insieme agli altri membri della nuova formazione.

### Mark IV
D'ora in avanti le Sentinelle verranno sempre costruite dalle industrie di Sebastian Shaw, su incarico del governo statunitense. Questa generazione, a parte i poteri delle generazioni precedenti, possiede dei cavi d'acciaio con i quali imbrigliare i mutanti. Vengono distrutte dagli X-Men.

### Mark V
Hanno un aspetto diverso dalle precedenti e possono emettere anche raggi congelanti. Vengono affrontate e sconfitte dai Nuovi Mutanti.

### Mark VI
Hanno la capacità di rendersi invisibili; vengono distrutte dai membri di Alpha Flight.

### Mark VII
Sono un prototipo sperimentale, mai entrato in funzione.

## Altre Sentinelle
Oltre a queste Sentinelle vi sono anche altri tipi di robot sempre ricollegabili ad esse, questi sono:

### Progetto Nimrod
Sono nate da una costola del Progetto Rinascita. Si tratta di robot costruiti in base ad un prototipo venuto dal futuro.

### Prime Sentinelle
Sono in realtà degli organismi solo parzialmente robotici. Si tratta infatti di innesti nanotecnologici nella mente di comuni esseri umani coi quali formano delle unità di combattimento. È stato un avvenimento particolarmente disumano perché questi innesti venivano impiantati nel cervello di persone colpite da handicap che erano totalmente all'oscuro di tutto.

### Sentinelle autonome
Sono costruite di nascosto da un nuovo Master Mold, hanno un aspetto molto diverso dalle Sentinelle originarie. Non sono sotto alcun controllo governativo e vengono utilizzate da Cassandra Nova per distruggere Genosha.

### Squad O.N.E.
Dette anche Mark VIII, queste Sentinelle sono prodotte da Tony Stark e sono del tutto diverse da quelle precedenti. Infatti necessitano di un pilota umano per funzionare e soprattutto non devono più distruggere, bensì proteggere i mutanti il cui numero si è drasticamente ridotto dopo gli eventi di House of M.

## Altre versioni

### Ultimate
Nell'universo Ultimate, invece, le Sentinelle vengono usate dal governo degli Stati Uniti in risposta alle attività di Magneto e della sua Confraternita dei mutanti malvagi. Si tratta di un utilizzo estremamente spregiudicato che dà la caccia a tutti i mutanti, a prescindere dalle loro attività o dalla loro età. Uccideranno centinaia di mutanti in tutto il Paese e nella Terra Selvaggia, ma vengono poi riprogrammate dallo stesso Magneto. Causano gravissimi danni alla città di Washington, ma alla fine vengono fermate dagli X-Men. Nella mini Ultimate War, Nick Fury fa sostituire i robot con 60 agenti S.H.I.E.L.D. totalmente umani ma dotati di armature tecnologiche, fatte di polimeri non conduttivi che Magneto non può manipolare.

### Giorni di un futuro passato
Nella saga Giorni di un futuro passato le Sentinelle hanno preso il controllo completo degli Stati Uniti sottomettendo o uccidendo tutti i mutanti conosciuti. La loro attività è pericolosissima per gli equilibri internazionali poiché minacciano di estendere la loro caccia ai mutanti anche in altri stati.

## Altri media

### Serie animate
Le Sentinelle appaiono anche nel cartone animato sugli X-Men e di ogni serie animate degli altri supereroi: L'Uomo Ragno e i suoi fantastici amici, Insuperabili X-Men, Spider-Man - L'Uomo Ragno, X-Men: Evolution, Wolverine e gli X-Men, Super Hero Squad Show, X-Men, Ultimate Spider-Man, Disk Wars: Avengers e X-Men '97, sempre come robot che danno la caccia ai mutanti.

### Cinema
- In X-Men - Conflitto finale (2006), terzo film della prima trilogia dedicata agli eroi mutanti, la testa di una Sentinella appare durante gli allenamenti del gruppo nella Stanza del Pericolo; questa versione è enorme e diversa per colorazione e struttura dalla sua controparte nei fumetti.
- Le Sentinelle sono le antagoniste secondarie del film X-Men - Giorni di un futuro passato (2014), in cui appaiono in due diverse varianti: le originali modello Mark I, create da Bolivar Trask negli anni '70 con la capacità di volare e aventi mitragliatrici Gatling montate sul braccio, e le avanzate e futuristiche modello Mark X, dotate dell'abilità di simulare e utilizzare i poteri dei mutanti contro di loro.
- Le Sentinelle modello Mark I compaiono nella Stanza del Pericolo alla fine del film X-Men - Apocalisse (2016).
- Nel trentaquattresimo film del Marvel Cinematic Universe Deadpool & Wolverine (2024) si vede solo il piede di una Sentinella nel covo di Cassandra Nova, mentre viene usato da Wolverine come via di fuga, insieme con Deadpool, per non essere divorati da Alioth.

### Videogiochi
- Nella serie Marvel vs. Capcom, nel roster dei campioni vi figura una Sentinella di nome COTA-94.
- In LEGO Marvel Super Heroes è possibile sbloccare e manovrare la sua versione Mini.
- Le Sentinelle appaiono regolarmente nel gioco online Marvel: Avengers Alliance.
- Nel videogioco per smartphone Marvel: Sfida dei campioni è disponibile una Sentinella come personaggio giocabile. Inoltre ne sono presenti diverse in giro per i livelli in qualità di nemici da affrontare.
- Le Sentinelle appaiono anche nel nuovo videogioco Marvel: La Grande Alleanza 3 - L'Ordine Nero.